# Anthospermum ammannioides
Anthospermum ammannioides är en måreväxtart som beskrevs av Spencer Le Marchant Moore. Anthospermum ammannioides ingår i släktet Anthospermum och familjen måreväxter. Inga underarter finns listade i Catalogue of Life.